# Heterochelus melanopygus
Heterochelus melanopygus är en skalbaggsart som beskrevs av Gilbert John Arrow 1917. Heterochelus melanopygus ingår i släktet Heterochelus och familjen Melolonthidae. Inga underarter finns listade i Catalogue of Life.